# Cnesinus elegans
Espèce
Cnesinus elegans est une espèce de coléoptères de la famille des Curculionidae, de la sous-famille des Scolytinae et de la tribu des Bothrosternini. Elle est trouvée au Mexique, Guatemala, Honduras, Panama, Brésil, Colombie et Venezuela.